# Michiel van Musscher

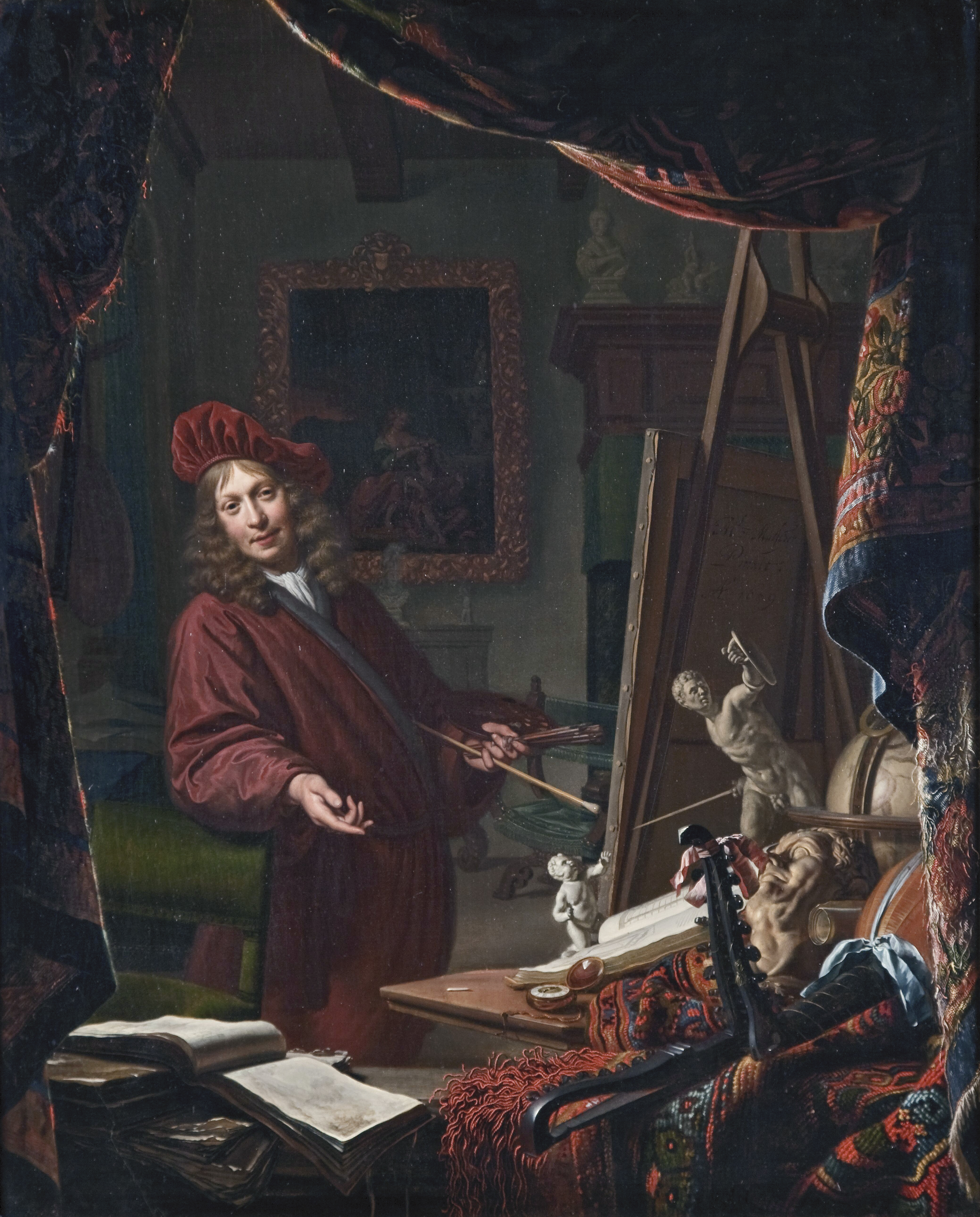
Michiel van Musscher (1643-1705)

Michiel van Musscher (Rotterdam 1645 - Amsterdam 20 juni 1705) was een bekend Hollandsche kunstschilder en graveur van portretten en genrestukken. Hij was bij Martin Saagmolen, Abraham van den Tempel, Gabriël Metsu en Adriaen van Ostade in de leer. In 1660 vestigde hij zich in Amsterdam. In het begin van zijn carrière richtte hij zich vooral op genrestukken. De eerste portret opdrachten ontving hij uit zijn eigen Doopsgezinde kring. Vanaf 1670 krijgt hij zijn eerste opdrachten van rijke kooplieden en regenten, waaronder Johannes Hudde en Van Loon (familie). Het werk van Van Musscher kenmerkt zich door een verbluffende weergave van details, zoals oosterse tapijten, waarvan de knopen telbaar zijn.
Werken van zijn hand bevinden zich in Museum Van Loon, het Rijksmuseum Amsterdam, het Mauritshuis te 's-Gravenhage en het Museum Boijmans Van Beuningen te Rotterdam.
Een eerste overzicht van zijn werken werd op 9 maart 2012 geopend in Museum Van Loon.
- Biografisch Portaal: 18216832
- Digitale Bibliotheek voor de Nederlandse Letteren: muss016
- Gemeinsame Normdatei: 132556588
- International Standard Name Identifier: 0000 0000 6686 7142
- Library of Congress Control Number: no2008187757
- Nationale Bibliotheek van Israël: 987007460144905171
- Nederlandse Thesaurus van Auteursnamen: 09759704X
- RKD-Nederlands Instituut voor Kunstgeschiedenis: 58614
- Système universitaire de documentation: 250934647
- Union List of Artist Names: 500000139
- Virtual International Authority File: 30702128
- WorldCat: E39PBJjRVJKQ8wMTWbvCH6B9Dq